# ليدوك (البرتا)

مقاطعة البرتا

لودوك (بالإنجليزية: Leduc)‏ بلدة كندية في مقاطعة ألبرتا. تعد من الضواحي الجنوبية لمدينة إدمنتون عاصمة المقاطعة.

## جغرافيتها
تبلغ مساحتها 36.97 كلم2 وعدد سكانها بحسب إحصائية سنة 2006 حوالي 16,967 نسمة بكثافة 459 نسمة/كلم2. وإحداثياتها هي 53.25944°N 113.5490°W.

## المناخ
يظهر الجدول التالي التغييرات المناخية على مدار السنة لليدوك:
| البيانات المناخية لـليدوك                             | البيانات المناخية لـليدوك | البيانات المناخية لـليدوك | البيانات المناخية لـليدوك | البيانات المناخية لـليدوك | البيانات المناخية لـليدوك | البيانات المناخية لـليدوك | البيانات المناخية لـليدوك | البيانات المناخية لـليدوك | البيانات المناخية لـليدوك | البيانات المناخية لـليدوك | البيانات المناخية لـليدوك | البيانات المناخية لـليدوك | البيانات المناخية لـليدوك |
| الشهر                                                 | يناير                     | فبراير                    | مارس                      | أبريل                     | مايو                      | يونيو                     | يوليو                     | أغسطس                     | سبتمبر                    | أكتوبر                    | نوفمبر                    | ديسمبر                    | المعدل السنوي             |
| ----------------------------------------------------- | ------------------------- | ------------------------- | ------------------------- | ------------------------- | ------------------------- | ------------------------- | ------------------------- | ------------------------- | ------------------------- | ------------------------- | ------------------------- | ------------------------- | ------------------------- |
| الدرجة القصوى قرينة الرطوبة                           | 9.2                       | 12.8                      | 23.5                      | 30.0                      | 33.6                      | 37.3                      | 43.0                      | 38.7                      | 33.9                      | 28.4                      | 18.5                      | 14.6                      | 43.0                      |
| الدرجة القصوى °م (°ف)                                 | 9.9 (49.8)                | 13.3 (55.9)               | 24.2 (75.6)               | 30.5 (86.9)               | 32.8 (91.0)               | 34.4 (93.9)               | 35.0 (95.0)               | 35.6 (96.1)               | 34.9 (94.8)               | 29.1 (84.4)               | 18.8 (65.8)               | 15.9 (60.6)               | 35.6 (96.1)               |
| متوسط درجة الحرارة الكبرى °م (°ف)                     | −6.3 (20.7)               | −3.8 (25.2)               | 1.2 (34.2)                | 10.8 (51.4)               | 17.4 (63.3)               | 20.6 (69.1)               | 22.8 (73.0)               | 22.2 (72.0)               | 17.4 (63.3)               | 10.4 (50.7)               | −0.1 (31.8)               | −5.5 (22.1)               | 8.9 (48.1)                |
| المتوسط اليومي °م (°ف)                                | −12.1 (10.2)              | −9.9 (14.2)               | −4.4 (24.1)               | 4.2 (39.6)                | 10.2 (50.4)               | 14.1 (57.4)               | 16.2 (61.2)               | 15.2 (59.4)               | 10.2 (50.4)               | 3.8 (38.8)                | −5.4 (22.3)               | −11.0 (12.2)              | 2.6 (36.7)                |
| متوسط درجة الحرارة الصغرى °م (°ف)                     | −17.7 (0.1)               | −15.9 (3.4)               | −10.0 (14.0)              | −2.5 (27.5)               | 3.0 (37.4)                | 7.6 (45.7)                | 9.5 (49.1)                | 8.1 (46.6)                | 3.0 (37.4)                | −2.9 (26.8)               | −10.6 (12.9)              | −16.5 (2.3)               | −3.7 (25.3)               |
| أدنى درجة حرارة °م (°ف)                               | −48.3 (−54.9)             | −43.9 (−47.0)             | −42.7 (−44.9)             | −28.3 (−18.9)             | −11.6 (11.1)              | −6.1 (21.0)               | −1.0 (30.2)               | −3.8 (25.2)               | −9.6 (14.7)               | −26.5 (−15.7)             | −36.4 (−33.5)             | −46.1 (−51.0)             | −48.3 (−54.9)             |
| أدنى درجة حرارة تبريد الرياح                          | −61.1                     | −53.6                     | −50.7                     | −33.7                     | −16.3                     | −7.3                      | −3.9                      | −5.8                      | −14.3                     | −34.9                     | −51.5                     | −58.3                     | −61.1                     |
| الهطول مم (إنش)                                       | 20.8 (0.82)               | 11.9 (0.47)               | 16.5 (0.65)               | 28.7 (1.13)               | 49.4 (1.94)               | 72.7 (2.86)               | 95.6 (3.76)               | 54.9 (2.16)               | 41.3 (1.63)               | 22.6 (0.89)               | 17.3 (0.68)               | 14.5 (0.57)               | 446.2 (17.56)             |
| معدل هطول الأمطار مم (إنش)                            | 1.4 (0.06)                | 0.5 (0.02)                | 0.9 (0.04)                | 14.9 (0.59)               | 42.9 (1.69)               | 72.7 (2.86)               | 95.6 (3.76)               | 54.9 (2.16)               | 40.3 (1.59)               | 12.6 (0.50)               | 1.6 (0.06)                | 0.8 (0.03)                | 339.1 (13.36)             |
| متوسط تساقط الثلوج سم (إنش)                           | 21.7 (8.5)                | 13.4 (5.3)                | 17.5 (6.9)                | 14.4 (5.7)                | 6.5 (2.6)                 | 0.0 (0.0)                 | 0.0 (0.0)                 | 0.1 (0.0)                 | 1.1 (0.4)                 | 10.4 (4.1)                | 17.3 (6.8)                | 15.9 (6.3)                | 118.3 (46.6)              |
| متوسط أيام هطول الأمطار (≥ 0.2 mm)                    | 10.2                      | 8.1                       | 9.2                       | 8.2                       | 11.3                      | 13.8                      | 14.7                      | 11.7                      | 9.8                       | 8.2                       | 8.6                       | 9.3                       | 123.1                     |
| متوسط الأيام الممطرة (≥ 0.2 mm)                       | 1.1                       | 0.60                      | 1.3                       | 5.3                       | 10.7                      | 13.8                      | 14.7                      | 11.7                      | 9.7                       | 5.7                       | 1.6                       | 0.67                      | 76.87                     |
| متوسط الأيام المثلجة (≥ 0.2 cm)                       | 9.9                       | 8.3                       | 8.4                       | 4.1                       | 1.6                       | 0                         | 0                         | 0.03                      | 0.50                      | 3.3                       | 7.8                       | 9.3                       | 53.23                     |
| متوسط الرطوبة النسبية (%) (at {{{time day}}})         | 68.0                      | 65.8                      | 62.4                      | 45.3                      | 41.2                      | 49.4                      | 54.3                      | 52.4                      | 49.0                      | 51.7                      | 67.4                      | 68.8                      | 56.3                      |
| ساعات سطوع الشمس الشهرية                              | 101.1                     | 127.0                     | 174.7                     | 233.3                     | 271.0                     | 275.9                     | 302.2                     | 279.4                     | 196.1                     | 160.4                     | 97.2                      | 92.0                      | 2٬310٫3                   |
| المصدر: Environment Canada (July record high humidex) |                           |                           |                           |                           |                           |                           |                           |                           |                           |                           |                           |                           |                           |

## توأمة
لليدوك (البرتا) اتفاقيات توأمة مع:
- غريما

## أعلام
- روبرت سومرز
- ديكسون وارد
- نيك باوتشر